# Burg Elkofen
Die Burg Elkofen, auch Schloss Elkofen, Unterelkofen, Ölkofen genannt, ist eine der am besten erhaltenen Burgen in Oberbayern und befindet sich im Ort Unterelkofen auf 514 m ü. NN bei der Stadt Grafing bei München im Landkreis Ebersberg.
Die Burg wird noch heute von der Familie Rechberg-Rothenlöwen bewohnt, die sie schon zwischen 1664 und 1732 besessen hatte und 1871 erneut erwarb.

## Geschichte
Die Höhenburg, deren Bergfried vermutlich schon im 10. Jahrhundert als reiner Wohnturm entstand, wurde im 11. Jahrhundert von den Grafen von Sempt-Ebersberg, denen um 1000 Elkhofen unterstand, erbaut und um 1040 fand eine Erwähnung von „Ellencophan“ als Schenkung der Grafen von Ebersberg an das Kloster Ebersberg statt. 1382 bis 1384 ging die Burg an die Wittelsbacher über, wurde 1439 im bayrischen Hausstreit vereinnahmt und ging 1447 an Bayern-Landshut. 1506 wurde die Burg an den Rentmeister Wolf Lenkhofer verkauft, war von 1515 bis 1585 im Besitz von Hildebrand Kutscher und von 1664 bis 1732 im Besitz der Grafen von Rechberg-Rothenlöwen, die von 1665 bis 1676 den Rechbergbau errichteten.
1632 zog das schwedische Heer im Rahmen des Dreißigjährigen Krieges durch die Umgebung und brannte das nahegelegene Grafing ab, jedoch soll – so die überlieferte Legende – die Burg Elkofen durch ihre geschützte Lage in einem Tal, umgeben von einem dichten Waldgürtel, von den Schweden nicht entdeckt worden und darum von der Zerstörung verschont geblieben sein.
Diese Version wird jedoch vom Historiker Michael Weithmann als Legende eingestuft. Er führt den Erhalt der mittelalterlichen Anlage auf die Bemühungen der langjährigen Besitzerfamilie Rechberg zurück. Ende des 17. Jahrhunderts wurde die Burg zum Jagdschloss umgebaut. 1734 verlegte eine Enkelin, die die Burg erbte, nach ihrer Heirat ihren Wohnsitz nach Amberg. Es folgten verschiedene Besitzer, darunter Franz Johann Graf von Spreti und Joseph Ritter von Hazzi. Um 1800 wurde anstelle des Wassergrabens ein Park angelegt. Unter dem Münchner Unternehmer Heinrich Höck ging Ende der 1860er Jahre ein großer Teil der Ausstattung durch Verkäufe und Versteigerungen verloren.
1871 kaufte Ernst Graf von Rechberg und Rothenlöwen die Burg zurück. Er ließ 1885 von Gabriel von Seidl im vorherigen Hundezwinger den Ludwig-Heinrichsbau errichten. Im 19. und 20. Jahrhundert fand eine Neuausstattung und Restaurierung der Anlage statt. Heute ist die Burg im Besitz von Max Emanuel Graf von Rechberg.
Sie ist als landschaftsprägendes Baudenkmal D-1-75-122-57 vom Bayerischen Landesamt für Denkmalpflege erfasst: „Höhenburganlage, sogenanntes Schloss Elkofen, begonnen im 11. Jahrhundert, bestehend aus oberem Burghof mit Bergfried, Palas, Kemenate, Dürnitzstock und Wehrgang, meist spätgotisch, 14. bis 16. Jahrhundert, teilweise Neubau durch Gabriel von Seidl 1885, Vorburg mit Schlosskapelle St. Georg von 1516, Toreinfahrten und Nebengebäuden meist des 17. Jahrhunderts, z. T. neu gestaltet und erweitert im 19. Jahrhundert; Burgbefestigung mit ehemaligem Wassergraben und Auffahrten.“ Die Anlage wird ebenso als Bodendenkmal unter der Aktennummer  	D-1-7937-0142 im Bayernatlas als „untertägige mittelalterliche und frühneuzeitliche Befunde im Bereich von Schloss Elkofen und seiner Vorgängerbauten“ geführt.

## Beschreibung

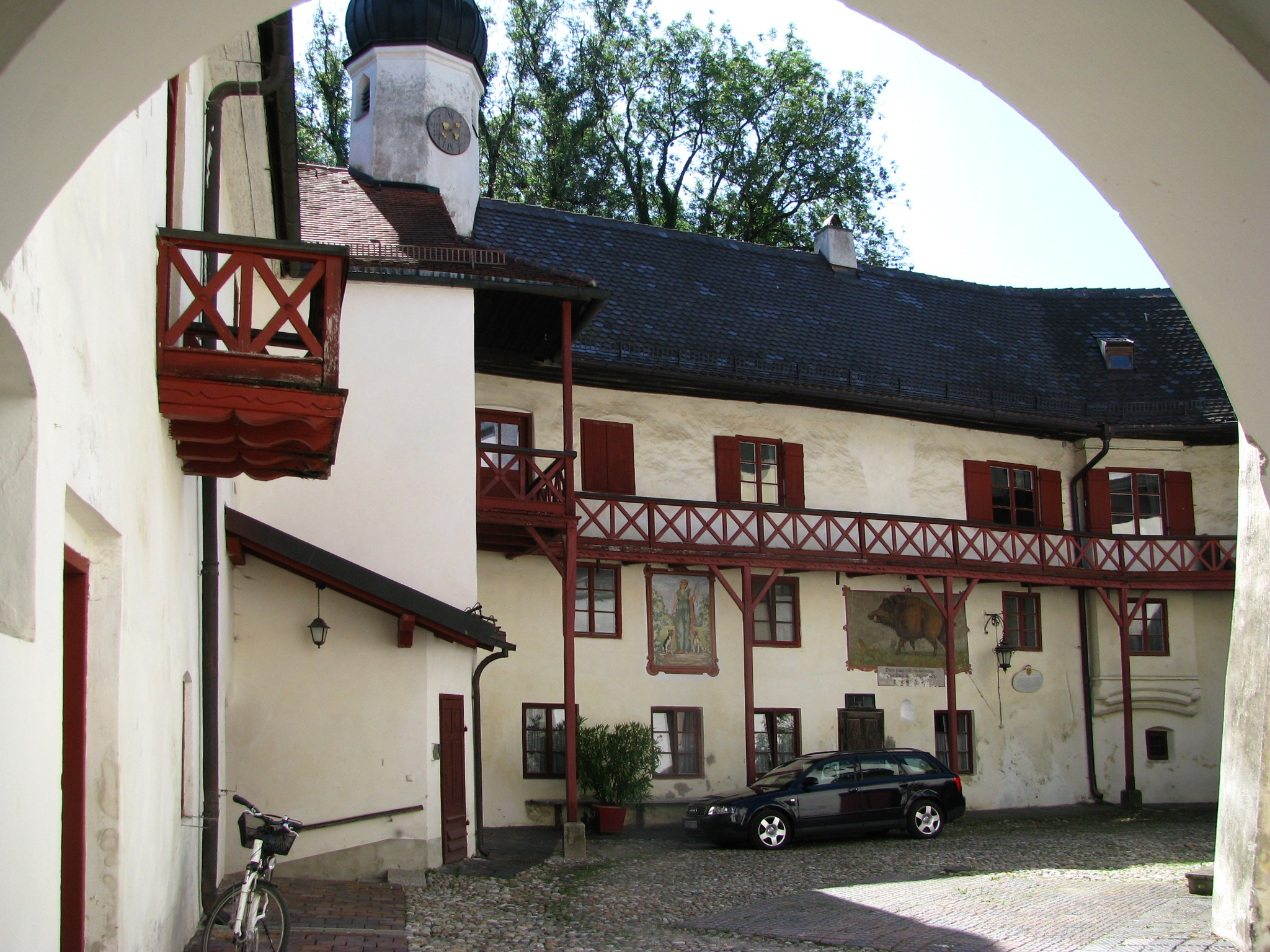
Burghof

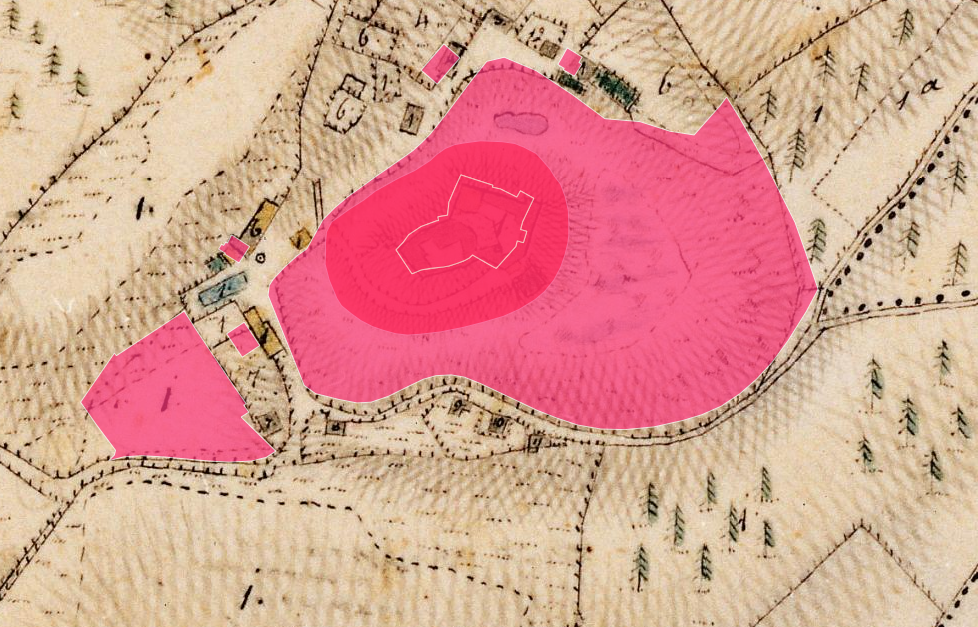
Lageplan von Burg Elkofen auf dem Urkataster von Bayern

Das heutige Erscheinungsbild der auf einem zum Teil künstlich abgeböschten Hügel liegenden Höhenburg ist im Kern spätgotisch: Charakteristisch ist der massive sechsgeschossige, rechteckige, 33 Meter hohe Bergfried mit Krüppelwalmdach, einem Hocheingang in 18 Metern Höhe und einer Mauerstärke von 2,25 Metern im Erdgeschoss. Bis 1800 war die Burg zudem von einem ringförmigen Wassergraben umgeben.
Die Burganlage zeigt einen dreigeschossigen Palas mit spätgotischen Bauformen sowie an der Südseite, dem Turm vorgelagert, einen gotisch gemauerten Wehrgang auf einer älteren Ringmauer. Der Zugang zur Vorburg führt durch einen gewölbten Torbau mit Segmentbogen.
Die Burgkapelle, die dem Heiligen Georg geweiht ist, wurde 1516 erbaut und 1720 barockisiert. Der Flügelaltar von 1517 bis 1520 befindet sich im Bayerischen Nationalmuseum.
Die Burg befindet sich in Privatbesitz und dient heute auch als Tagungsort.

## Literatur

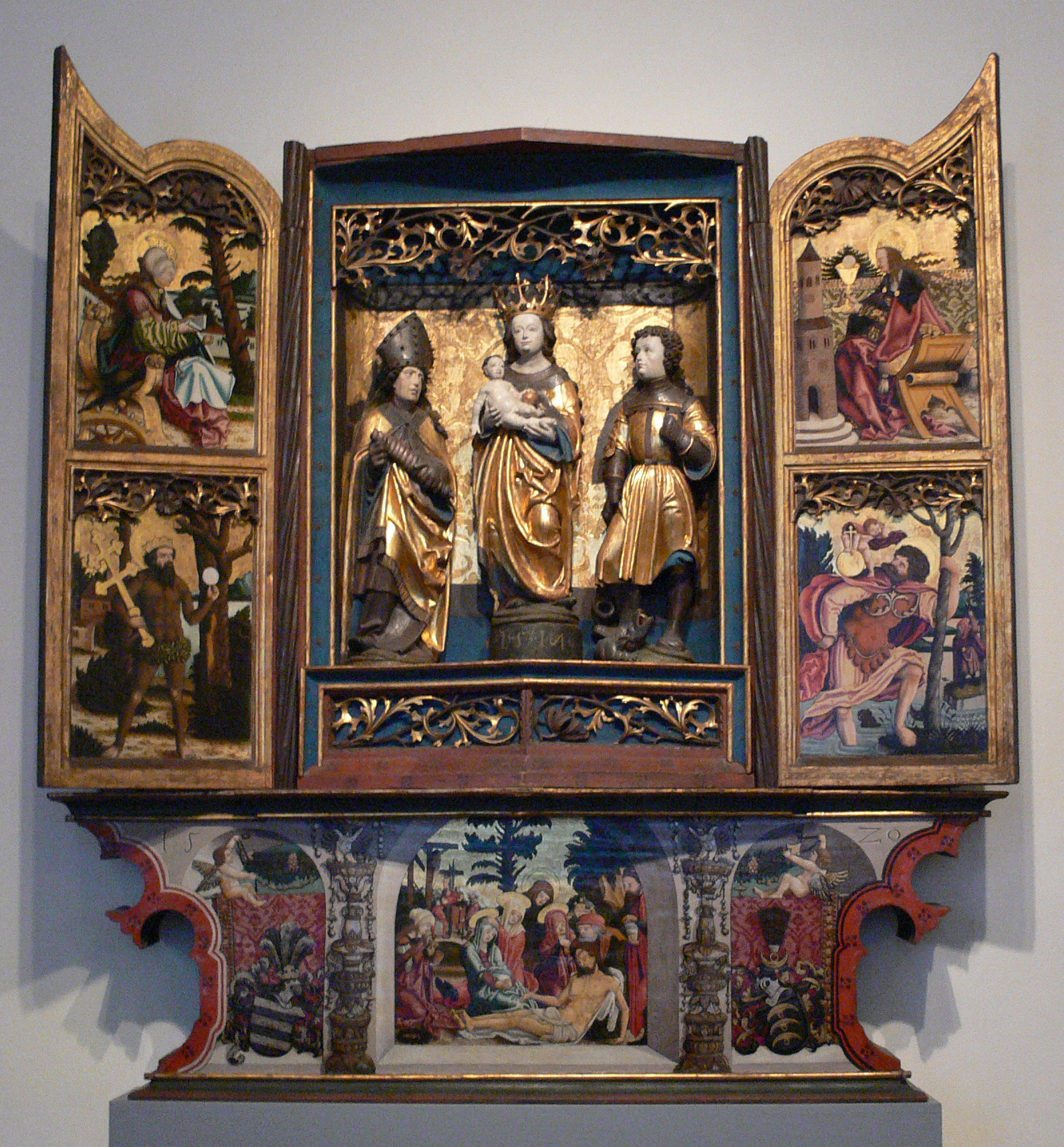
Marienaltar aus der Burgkapelle Elkofen (Meister von Rabenden und Werkstatt, um 1517–1520), Bayerisches Nationalmuseum München